# Nậm Ban, Mèo Vạc
Nậm Ban là một xã thuộc huyện Mèo Vạc, tỉnh Hà Giang, Việt Nam.

## Địa lý
Xã Nậm Ban nằm phía tây nam huyện Mèo Vạc, có vị trí địa lý:
- Phía đông giáp xã Tát Ngà
- Phía tây giáp huyện Yên Minh
- Phía nam giáp huyện Yên Minh và xã Niêm Sơn
- Phía bắc giáp xã Lũng Chinh và xã Sủng Máng.

Xã Nậm Ban có diện tích 49,89 km², dân số năm 2019 là 3.302 người, mật độ dân số đạt 66 người/km².
Ranh giới tự nhiên giữa xã Nậm Ban và xã Ngọc Long là con sông Nhiệm. Ngoài ra, trên địa bàn Nậm Ban còn có suối Nậm Ban, suối Chu Mỳ, suối Nậm Lụng.

## Hành chính
Xã Nậm Ban được chia thành 12 thôn: Nà Pòong, Nà Hin, Bắc Làng, Bản Ruộc, Nà Tằm, Nà Nông, Nà Pầu, Nà Tàn, Nậm Ban, Nậm Lụng, Nà Lạc, Vị Ke.

## Lịch sử
Trước đây, Nậm Ban là một xã thuộc huyện Đồng Văn.
Ngày 5 tháng 7 năm 1961, Hội đồng Chính phủ ban hành Quyết định số 91-CP về việc thành lập xã Nậm Ban thuộc huyện Đồng Văn trên cơ sở một phần diện tích và dân số của xã Mậu Duệ.
Ngày 15 tháng 12 năm 1962, Hội đồng Chính phủ ban hành Quyết định số 211-CP về việc thành lập huyện Yên Minh trên cơ sở tách xã Nậm Ban thuộc huyện Đồng Văn.
Ngày 21 tháng 10 năm 1982, Hội đồng Bộ trưởng ban hành Quyết định 179/HĐBT về việc tách xã Nậm Ban của huyện Yên Minh để sáp nhập vào huyện Mèo Vạc.